# Bob Crewe
Robert Stanley „Bob“ Crewe (* 12. November 1930 in Newark, New Jersey; † 11. September 2014 in Scarborough, Maine) war ein US-amerikanischer Songwriter, Musiker, Musikproduzent, Labelbetreiber und Künstler. Bekannt wurde er durch seine Zusammenarbeit mit dem Songwriter Bob Gaudio, mit dem er in den 1960er Jahren eine Reihe von Hits für die The Four Seasons schrieb, darunter Big Girls Don't Cry, Walk Like a Man, Ronnie, Rag Doll, Save It for Me, Bye Bye Baby (Baby, Goodbye), Let's Hang On und Working My Way Back to You.

## Leben
Crewe begann seine Karriere in den frühen 1950er Jahren, als er gemeinsam mit Frank Slay Musikstücke für eine Vielzahl von Künstlern schrieb. Zu den bekanntesten Stücken der beiden zählen die Singles Silhouettes und Daddy Cool für The Rays, Lah Dee Dah und Lucky Ladybug für Billy & Lillie sowie Tallahassee Lassie und Okefenokee für Freddy Cannon.
Ab den frühen 1960er Jahren erschienen auch eigene Platten auf Warwick Records. Die aus der Zusammenarbeit mit Bob Gaudio entstandene Single Sherry für Frankie Valli and the Four Seasons entwickelte sich zum Superhit. Beide setzten ihre Zusammenarbeit in den folgenden Jahren fort und schrieben zahlreiche Hits der Band. Neben den Kompositionen für die Four Seasons schrieben Crewe und Gaudio auch Stücke für The Walker Brothers (The Sun Ain’t Gonna Shine (Anymore)) und The Tremeloes (Silence Is Golden).
1967 gründete er die Band The Bob Crewe Generation und landete mit dem Instrumentalstück Music to Watch Girls By einen Charthit. Gemeinsam mit Charles Fox komponierte er 1968 den Soundtrack zum Science-Fiction-Film Barbarella.
Später managte er Musiker wie Mitch Ryder, dessen Band sich auf Crewes Ratschlag hin in Mitch Ryder & The Detroit Wheels umbenannte. Crewe arrangierte mehrere Hits der Band wie Jenny Take a Ride, Devil With the Blue Dress On und Sock It to Me Baby.
Ende der 1960er Jahre gründete er sein eigenes Musiklabel Crewe Records. Nachdem er unter anderem für Musikstücke für Künstler wie Vicki Carr und Bobby Darin produziert hatte, arbeitete er erneut mit Bob Gaudio sowie dem Komponisten Kenny Nolan zusammen. Aus der Zusammenarbeit mit Nolan entstanden 1974 Franki Vallis Hitsingle My Eyes Adored You und Patti LaBelles Disco-Klassiker Lady Marmalade. Gemeinsam mit Sir Monti Rock III gründete Crewe 1974 die Disco-Formation Disco-Tex and His Sex-O-Lettes, die mit Get Dancin’ und I Wanna Dance Wit' Choo (Doo Dat Dance) zwei stilbildende Disco-Hits hatte.
Crewe und Gaudio produzierten gemeinsam mit Jerry Corbetta 1984 Roberta Flacks You're Looking Like Love to Me.
1985 wurde er in die Songwriters Hall of Fame aufgenommen.
2005 schrieben Gaudio (Musik) und Crewe (Texte) zusammen das Musical Jersey Boys, das sich der Geschichte der The Four Seasons widmet. Es lief erfolgreich am Broadway und im Rahmen einer US-Tour sowie später in London, Las Vegas, Chicago, Toronto, Melbourne und Singapur. Das Stück wurde bei den Tony Awards 2006 mit vier Preisen ausgezeichnet, darunter dem für das Beste Musical. In der Verfilmung des Musicals durch Clint Eastwood aus dem Jahr 2014 wurde Crewe von Mike Doyle dargestellt.
Crewe war außerdem als Künstler tätig und gestaltete unter anderem eine Vielzahl von Alben-Covern.
Er starb im September 2014 im Alter von 83 Jahren in Scarborough, Maine.